# Biddle & Smart
Biddle & Smart war ein US-amerikanischer Stellmacherbetrieb, der in Amesbury, Massachusetts ansässig war.
Das Unternehmen entstand 1869, als William E. Biddle sen. (1845–1907) beim Wagner Charles H. Cadieu in seiner Heimatstadt Amesbury einstieg. Die beiden stellten zunächst Tür- und Fensterrahmen her. 1880 trat W. W. Smart ein weiterer Stellmacher in den Betrieb ein, der von nun an Biddle & Smart hieß und 60 Mitarbeiter beschäftigte. Neben einzelnen Holzbauteilen entstanden nun auch Kutschen. Bereits 3 Jahre später stellten 270 Arbeiter die 4000. Kutsche her. 1897 verstarb der Kompagnon Smart und die Firma stellte den Kutschenbau ein und fertigte, wie vor dem, einzelne Holzbauteile.
1903 entstanden die ersten PKW-Karosserien für Peerless. 1905 gründete William E. Biddle jun., der neue Präsident der Gesellschaft, die Amesbury Brass & Foundry Cie., die alle Messingteile, die für die PKW-Produktion benötigt wurden, fertigte.
1916 baute Biddle & Smart Limousinen und Coupés für Hudson, Mercer und Packard. 1919 betrieb die Gesellschaft bereits 10 Werke in Amesbury. Weitere Kunden wurden z. B. Rolls-Royce mit seinen Werken in den USA, Lincoln und Marmon.
Ab 1923 war die Firma ausschließlich für Hudson tätig und stellte 5- und 7-sitzige Limousinen aus Aluminium in 21 Werken (alle in Amesbury) her. Mit Ausnahme eines kleineren Auftrages für Rolls-Royce (USA) 1925 blieb die Bindung an Hudson bis zur Betriebseinstellung unverändert. 1926 war das beste Jahr für Biddle & Smart: 4.736 Arbeiter und Angestellte fertigten in drei Schichten 400 Karosserien pro Tag; insgesamt entstanden in diesem Jahr fast 41.000 Stück.
Im selben Jahr entschied sich Hudson, eine eigene Karosserieherstellung in Detroit aufzubauen. 1928 hatte das Auftragsvolumen für Biddle & Smart um 60 % abgenommen. Andere Kunden waren nicht in Sicht. Ende 1930 ließ Hudson die Geschäftsleitung von Biddle & Smart wissen, dass sie ab dem Folgejahr nicht mehr mit Aufträgen aus Detroit rechnen könnte. Ein Versuch, ab 1931 Boote aus Aluminium herzustellen, scheiterte an der zu geringen Nachfrage. Noch im selben Jahr schloss die Firma ihre Tore.